# Hellbound: Hellraiser II
Hellbound: Hellraiser II es una película británica de terror de 1988 escrita por Clive Barker y dirigida por Tony Randel. Es una secuela del film Hellraiser, que se basa en gran medida y se hizo con gran parte del mismo elenco y equipo de la primera parte.

## Argumento
Kirsty Cotton ha sido enviada a un hospital psiquiátrico tras la masacre causada por su madrastra y su tío al provocar a los cenobitas. Aún la persiguen las heridas emocionales y las visiones del horror que destruyó a su familia. Cuando el doctor Channard y su asistente Kyle MacRae la entrevistan, ella les cuenta lo que pasó con su familia y les suplica que destruyan el colchón ensangrentado donde murió su madrastra asesina, Julia, explicando que el lugar donde muere una víctima de los cenobitas es una puerta potencial para que regrese pero MacRae es el único que parece creer en ella y por lo tanto obtiene un diagnóstico negativo y es internada. Durante su estancia en el hospital, Kirsty tiene una visión de un hombre sin piel que débil y postrado en el piso escribe con su sangre en la pared Estoy en el infierno, ayúdame y asume que es su padre pidiendo que lo salve.
Aunque asegura no creer la historia de Kirsty, el doctor Channard ha buscado durante años la Configuración del lamento, puerta de entrada al mundo de los cenobitas. Después de escuchar la historia de Kirsty, Channard lleva el colchón al sótano de su casa, acuesta a uno de sus desquiciados pacientes sobre él y le entrega una navaja con la que se corta a sí mismo, intentando sacarse los gusanos que ve en sus alucinaciones. El consiguiente derramamiento de sangre libera a Julia de la dimensión cenobita, aunque su forma física está incompleta, faltando su piel. Channard, seducido por los encantos de Julia, lleva más enfermos mentales a su casa para alimentarla. MacRae, que ha entrado a la casa del doctor Channard para investigar los reclamos de Kirsty, es testigo de esta horrible escena y vuelve al hospital psiquiátrico para avisarle a la joven. Los dos deciden regresar a la casa del doctor Channard, ya que Kirsty quiere la caja para intentar salvar a su padre. Una vez ahí, Kyle se encuentra con Julia quien lo seduce y lleva al interior del sótano donde lo ataca, alimentándose de su sangre para reponer su propia carne. Mientras tanto Kirsty revisa las investigaciones del doctor Channard sobre los cenobitas encontrando una vieja foto de un oficial militar británico la cual guarda, ya que reconoce al soldado como la versión humana de Pinhead, posteriormente se encuentra con Julia quien la deja inconsciente de un golpe.
Tiffany (Imogen Boorman), una joven paciente que no ha hablado durante años y que demuestra una sorprendente aptitud para los rompecabezas, ha sido elegida por el doctor Channard para abrir la caja. Usando a Tiffany como apoderada, Channard y Julia desbloquean el cubo y entran al mundo de Pinhead y los cenobitas, un reino dominado por su dios Leviatán, quien se manifiesta como un gran diamante dorado flotando en el cielo.
Viendo las puerta del otro mundo abiertas Kirsty entra junto con Tiffany y en una habitación del laberinto se topa con los cenobitas, quienes todavía están dispuestos a darle la experiencia de su carne, ya que sienten que posee una deuda con ellos por abrir anteriormente la caja. Ella los amenaza con el cubo, pero Pinhead le muestra que de ese lado de la puerta es él quien escribe las reglas, por lo que transforma el cubo en la Configuración de Leviathan, imitando la forma del diamante flotante. Kirsty escapa y recorre el laberinto de pasillos, finalmente encuentra la casa de su familia y entra pensando que verá a su padre pero allí encuentra a Frank, quien le había escrito el mensaje con sangre. Frank ha estado atrapado en una habitación con figuras femeninas que lo provocan y desaparecen al quitar las sábanas que las cubren. Este es su infierno, ya que no es capaz de saciar su lujuria.
Julia traiciona al doctor entregándolo a Leviatan para que lo convierta en un cuerpo cenobita que poseer y luego parte en busca de las muchachas. Mientras, Kirsty se las arregla para escapar prendiendo fuego una imagen de Frank, que causa que el también se incendie. Julia aparece y Frank, ansioso por algunos placeres carnales (o simplemente para escapar de su infierno), le ordena que vaya con él pero Julia, que no había olvidado su traición, le arranca el corazón por la espalda, mientras Kirsty huye con Tiffany. En uno de los pasillos hay un vórtice que succiona todo lo que entra en su alcance y amenaza con absorber a las tres, Tiffany intenta salvar a Julia tomando su mano pero su piel se desprende y es absorbida.
Kirsty y Tiffany continúan, sólo para volver a encontrar a Pinhead y sus secuaces, que ahora tienen la intención de experimentarla. Kirsty revela la vieja foto de Pinhead cuando era hombre, vestido como un soldado británico y este se detiene comenzando a recordar su vida humana. El doctor Channard reaparece, transformado en el nuevo cuerpo de Leviathan. Pinhead y los otros lo atacan intentando proteger a las muchachas, pero los destruye fácilmente. Tras morir, uno a uno recuperan su forma humana. Finalmente Pinhead es el último sobreviviente y a pesar de que Leviathan le arrebata sus poderes lo enfrenta como humano para dar ventaja en la huida a Kirsty antes de morir.
El doctor Channard deja el dominio cenobita y comienza una espiral de muerte en el hospital mental, matando a los pacientes y al personal que han abierto las otras cajas que Channard poseía. Tiffany recupera la caja original y la manipula tratando de cerrar la puerta de enlace. Channard ataca nuevamente, pero se detiene cuando ve lo que él cree que es Julia (en realidad es Kirsty llevando la piel de la fallecida Julia). Tiffany tiene la oportunidad de volver a ordenar la Configuración del Lamento en forma de cubo. Leviatán se transforma en una caja, destruyendo al doctor Channard, causando estragos en toda la zona y permitiendo a las dos niñas regresar a su hogar justo cuando la puerta entre los dos mundos se cierra.
La película finaliza con un epílogo en que dos hombres eliminan las pertenencias de la casa de Channard. Uno de ellos pasa sobre el colchón manchado de sangre y es descuartizado por las cadenas de Pinhead que brotan desde ahí. Cuando el otro hombre llega encuentra que ha surgido un pilar del colchón, donde se ven esculpidos con claridad los restos de Pinhead, los otros cenobitas y la cabeza de un hombre de aspecto asiático y barba (el demonio disfrazado de vagabundo visto en la primera parte) que exclama: "¿Que se le ofrece, señor?".

## Reparto y doblaje

### México
| Personaje         | Actor original  | Actor de doblaje     |
| ----------------- | --------------- | -------------------- |
| Kirsty Cotton     | Ashley Laurence | Elsa Covián          |
| Tiffany           | Imogen Boorman  | Rommy Mendoza        |
| Julia Cotton      | Clare Higgins   | Rosanelda Aguirre    |
| Phillip Channard  | Kenneth Cranham | Carlos Rotzinger     |
| Julia desollada   | Deborah Joel    | Rosanelda Aguirre    |
| Kyle MacRae       | William Hope    | Ricardo Hill         |
| Pinhead           | Doug Bradley    | Pedro D'Aguillon Jr. |
| Cenobita Femenina | Barbie Wild     | Rocío Prado          |
| Chatterer         | Nicholas Vince  |                      |
| Butterball        | Simon Bamford   |                      |
| Frank Cotton      | Sean Chapman    | Ismael Castro        |

## Premios y nominaciones

### Premios Saturn
| Año  | Categoría                | Persona           | Resultado |
| ---- | ------------------------ | ----------------- | --------- |
| 1988 | Mejor banda sonora       | Christopher Young | Ganador   |
| 1990 | Mejor actriz de reparto  | Clare Higgins     | Nominada  |
| 1990 | Mejor película de terror | -                 | Nominada  |

### Fantasporto
| Año  | Categoría      | Resultado |
| ---- | -------------- | --------- |
| 1989 | Mejor película | Nominada  |

### Festival de Cine de Sitges
| Año  | Categoría      | Resultado |
| ---- | -------------- | --------- |
| 1988 | Mejor película | Nominada  |